# Csedzsu-sziget
Csedzsu-sziget (hangul: 제주도, Csedzsu-do, handzsa: 濟州島, RR: Jeju-do) Dél-Korea legnagyobb szigete az ország déli részén, a Kelet-kínai-tengerben, a Koreai-félszigettől kb. 80 km-re délre, Japántól kb. 180 km-re nyugatra. Területe Dél-Korea Csedzsu tartományához tartozik.

## Földrajz
A Koreai-félsziget déli part menti szigeteitől kb. 60 km-re dél-délnyugatra található nagyjából ellipszis alakú vulkanikus eredetű sziget. Hossza kelet-nyugati irányban 73 km, szélessége kb. 31 km, területe 1848 km². Itt található az ország legmagasabb pontja, az 1950 m magas Halla-hegy.
Mivel lényegében a sziget maga a tengerből kiemelkedett vulkán, így néhány óra alatt körbejárható. Csedzsu, Dél-Korea legnagyobb szigete és legkisebb tartománya is egyben. A sziget egyik tipikus jellegzetessége a mindenhol megtalálható és könnyen megmunkálható, szivacsos vulkáni kőzet, ami a szigetvilág klímáját is befolyásolja. A sziget jelentős geológiai és környezeti értéke felbecsülhetetlen. Az „istenek szigetének” is nevezik. Vulkáni formációi, lélegzetelállító vízesése, türkizkék tengervize és finom homokos tengerpartjai igazi turistaparadicsommá varázsolják. A sziget zöldelő, füves dombos és lankás részei lovaglásra és sétákra is alkalmasak. A szigeten a hosszú partok és a zöld erdők váltogatják egymást. Rengeteg üdülő található itt, de van itt híres botanikus kert és számos rendezett park is. A sziget belsejében vulkanikus barlangok találhatóak. Viszonylag elszigetelve, a sziget természetvilága jól megőrizte eredeti állapotát.

## Egyéb települései

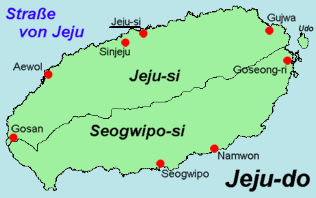
Csedzsu települései

A sziget fővárosa Csedzsu városa, ami a sziget északi részén található.
Rajta kívül még említésre méltó:
- a déli partoknál fekvő viszonylag nagyobb város: Seogwipo.
- a Manjangmul Lava üregrendszere és a Gimyoung labirintus mellett fekvő Gimyeong,
- Seongsan – keleti kisfalu az Udo sziget és a Seongsan Ilchubong vulkáni kúp közelében,
- Gangjeong – nyugati fekvésű, tengerparti falu,
- és az északnyugati fekvésű Hallim kistelepülés.

## Gazdaság
A sziget fő gazdasági bevétele a turisztikából, mezőgazdaságból (pl.: mandarintermesztés, tea) és a halászatból származik. Habár az 1980-as és az 1990-es években tipikus nászutas célpont volt a dél-koreaiak számára, az utóbbi években ez az ágazat gyengült.
Az üdülő központok többsége Dzsung-mun város környékén helyezkedik el, de a többi településen is találhatóak szállodák. Vulkáni formációi, lélegzetelállító vízesése, türkizkék tengervize és finom homokos tengerpartjai igazi turistaparadicsommá varázsolják. Ünnepségei, fesztiváljai és hagyományápoló szokásai a turisták számára is elérhetőek.

## Látnivalók

### Természeti kincsek, világörökség
1. Halla-hegy: Csedzsu-szigetét a biológiai sokféleség jellemzi. A félsziget a szubtrópusi égövbe tartozik, és kifejezetten csapadékos vidék. A szubtrópusi növényfajok sokasága mellett a sziget magas csúcsa otthont ad megannyi alpesi növényfajnak is. Az alacsonyabb magasságokban a számos őshonos és veszélyeztetett növény- és állatfaj a jellemző. Kétségtelen, a Halla-hegy egy ökológiai kincs, mintegy 1800 növény-, 1200 állat- és 3300 rovarfajjal, mely méltán büszkén emelkedik ki a sziget középső részén. A Halla-hegy Korea legmagasabb hegye. Ez egy kialudt tűzhányó, mely 1950 méter magas. Egy kráter ül a hegy tetején, melyben egy tó (a Baeknok-tó) foglal helyet. Megannyi lankás található körülötte, melyek vulkanikus tevékenység következtében alakultak ki. Sok vízesés és különböző sziklaalakzatok is találhatóak itt. A hegyet körülvevő mintegy 360 úgynevezett parazitavulkán (illetve csúcs) alkotta táj 1970 óta védett terület és egyben értékes kutatási hely is. Több jól járható ösvény és túra útvonal teszi bejárhatóvá a területet.
2. Seongsan Ilchulbong vulkáni kúp az egyike a 360 parazitavulkánnak, amely mintegy 100 000 évvel ezelőtti kitörés eredményeként jött létre, s magából a tengerből emelkedik ki 182 méter magasra. Csedzsu szigetének keleti részénél található. Egy hatalmas kráter van a tetején, mely 600 méter átmérőjű és 90 méter magas. 99 éles szikla veszi körül a krátert mintegy koronát alkotva körötte. Míg a délkeleti és az északi oldala sziklás, az északnyugati zöldelő füves domb, amely a Seosang településhez kapcsolódik. A szigetet tufa gyűrű veszi körül, de a szárazfölddel az összeköttetést a lerakódott homok és kavics alap hozta létre. A Seongsan Ilchulbong  kúp vagy más néven a „Napkelte Csúcs” a sziget legkeletebbre lévő pontja. Innen kapta nevét is. 600 lépcső vezet a tetejére és mintegy 25 perces út. A vulkáni kráter tetejéről szép időben lenyűgöző látvány tárul szemünk elé - innen az egész szigetet belátni. Tavasszal a csúcs körül pompázó sárga repcevirágok nyújtanak felejthetetlen élményt szemet gyönyörködtető látványukkal.
3. A láva barlang rendszert (Geomuomerum) színes tetejével és padlójával a világ legnagyszerűbb lávaüregrendszereként tartják számon. Öt láva barlang alkotja:  a Bengdwigul, a Manjanggul, a Gimnyeonggul, a Yongcheondonggul és a Dangcheomuldonggul. Ezek 100 000 – 300 000 évvel ezelőtt alakultak ki vulkáni tevékenység következtében. A láva barlangok az UNESCO világörökség részét képezik. Manjanggul a legnagyobb barlang közülük (7416 méter hosszú) és a legismertebb barlangok egyike a világon, míg a Bendwigul-i pedig a legösszetettebb formációjú, struktúrájú labirintus rendszere. Csedzsu déli partjainál található a Yongcheondonggul és a kicsi, de látványos mészkőképződményekkel rendelkező Dangcheomuldonggul. Yongcheondoggul barlangját a mészkő szerkezetek és a geológiai körülmények teszik egyedülállóvá, páratlan szépségűvé.

### A természet munkái
- Mintegy 7 km-re keletre Csedzsu városától található az Iho Beach, strand és partszakasz, ahol kétféle homok, a sötétszürke és a sárga nem mindennapi látványt kelt ragyogó strukturális vízi hatása által. Ha már a strandokról van szó, említsük még meg a nyugati parton fekvő Hyeopjae strandot is fehér homokos partjával, sekély vízével és a finoman lejtős partszakaszával. Csedzsu várostól 14 km keletre a Hamdeok Strand és partszakasz található. Híres tiszta, sekély vizéről, fehér – homokos tengerpartjáról. Talán éjjel még szebb: a halászhajók csillogó fényeinek visszatükröződése nyújt pazar látványt s teszi még színpompásabbá a tájat. A Seogwipo-i Pyoseon Strand és partszakasz  az egyike a  leglátogatottabb turisztikai helyeknek a szigeten a gyönyörű tengeri táj, s a hely adta számos tengeri sportlehetőségnek köszönve. Apálykor sekély vizű, dagálykor pedig színpompába öltözött strandja (a Pyoseon Beach) feledhetetlen élményről gondoskodik. Semmivel sem felérő, megismételhetetlen élmény innen szemlélni a felkelő vagy lenyugvó nap első illetve utolsó sugarait. A Jungmun Strand és partszakasz is Seogwipo városa mellett található. Különféle színű homokszemcséiről ismert. Fekete, fehér és szürke váltogatja egymást. Ez a tágas strand (560 m hosszú és 50 m széles) a lankás dombok és a dűnék lábánál található. Számos látnivaló (beleértve a Yeomiji Botanikus Kertet is) van a közelben egy „kőhajításnyira” a tengertől.
- Seogwipotól településtől nem messze láva oszlopok csúcsosodnak ki a tájból, közben pedig látszólag beleolvadnak a tengerbe. Kétfelől közelíthetők és mászhatók meg. Egyfelől, 10-15 perces könnyű sétával, míg az ellenkező irányból meg kell mászni a meredek oszlopokat. Cserében lélegzetelállító kilátásban lesz részük az erre vállalkozóknak.
- A sziget kihagyhatatlan látványossága a háromlépcsős vízesés, a Jeongbang és az "Isten tava" tó (Cheonjiyeon), amelybe elsőként 22 méter magasból zuhog alá a vízfolyam. Onnan 30 méter magasból második, majd harmadik vízesésként újra alázúdul az áradat.[3]

### Az emberi kéz nyoma: parkok és múzeumok

#### Parkok, kertek, botanikus kertek
- Dzsung-mun város környékén található Ázsia egyik legnagyobb botanikus kertje Yeomiji is 2000 ritka növény- és 1700 virágfajtával (kaktuszok, trópusi gyümölcsök, virágok, tavirózsák…), melyeket fedett teremben 1120 négyzetméteren csodálhatunk meg.
- Itt található meg a Hallim Park is, amely egy 27 000 m2-en elterülő botanikus kert, mely 16 részből: trópusi kertből, bonsai kertből, a Washington pálmafák kertjéből, lombhullató növények… kertjéből áll. A park területén található ezenkívül még két barlang is.
- 2012 júliusában  megnyitotta kapuit az "Aqua Planet (Aquarium)" – vízi paradicsom is. Az oda látogatókat kisebb és nagyobb színpompás halak ezrei várják, s gyönyörködtetik el. Kintről, e helyről nagyon jó kilátás nyílik  a "Napkelte Csúcsra".
- További látnivaló a Sanbang hegy melletti Szoborpark, ahol kellemes séta keretében több mint 160 szobor csodálható meg. A parkhoz tartozik egy megfigyelő torony is.
- A „Szerelem földje” park, a felnőttek számára tartogat látnivalókat, ahol több mint 140 bizarr és sokkoló szobor szemlélhető meg.

#### Múzeumok, kiállítások
- Csedzsu szigetén több múzeum is található: a Népművészeti és Természetrajzi Múzeum;
- a Csedzsu Népi Falumúzeum, mely több mint 150 000 m2-en mutatja meg a sziget kulturális javait, stílusirányzatait,
- a Filmművészeti Múzeum,
- a Zöldtea Múzeum
- Kihagyhatatlan élményt nyújt a Játékmaci Múzeum is, ahol nagyon sok egyedi és különleges darab várja  a látogatókat
- Nem messze tőle egy csodálatos, egzotikus és bizarr tárgyak hatalmas gyűjteményét kiállító múzeum, a Riply -féle „Hiszed vagy nem hiszed” Múzeum található.
- A sziget belsőbb, nyugati részén található az egyike a kettő „Üveg kastélynak”, ahol az üveg szobrok/szobrocskák megtekintése mellett a látogatóknak saját alkotást is módjukban áll létrehozni.
- A Seonwipo városban található Autó Múzeumban igazi autócsodák csodálhatók meg.
- Itt, a szigeten található a Csedzsu hagyományos kultúráját és történelmét bemutató Oktatási Múzeum
- a Függetlenségi Múzeum, ahol makett asztalon jelenik meg a 20-dik századi koreai függetlenségi háború minden mozzanata
- az „április 3” békepark, mely az 1948-1954-es véres eseményeiben elhunytaknak állít emléket
- az Afrikai Művészeti Múzeumnak a lenyűgöző Dzsennai nagymecset kicsinyített mása ad otthont. A kiállítás Ázsia legnagyobb afrikai gyűjteményével büszkélkedhet
- az„Apró világ” park, ahol a világ 30 országának építészeti remekművét csodálhatjuk meg kicsinyített másaik által (a Pizzai ferde torony, Tadzs Mahal...),
- a „Miniatűr téma” park, amely a sziget egy másik pontján tárja a világot kicsiben az érdeklődő szemek elé
- A szigeten említésre méltó még az élő, s a koreai régmúltat megidéző, népi jelleget megőrző Seongeup hegyi falvacska is, ahol megismerhetők a koreai nép mítoszai, szokásai, kultúrája,  hiedelemvilága, az emberek viszonya és érzései a természetet és a történelmet illetően.

(Forrás: koreai kulturális központ-portál, 
Forrás: english.visitkorea.or.kr-portál)

## Kultúra

### Hagyományok, rituálék
A hagyományok közül említésre méltó a Chilmeoridang Yeongdeunggut. Ez egy, a második holdhónapban tartott rituálé, melyben a szigetlakók nyugodt vizekért, bőséges termésért és jó fogásért imádkoznak. Ehhez hasonló rituálét Korea más részein is találunk. A falu sámánjai a Szelek istennőjéhez és a Sárkánykirályhoz fohászkodnak. A rituálé első részében az isteneket invitálják és jó fogásért imádkoznak, majd az ősök szellemeinek szórakoztatásaként háromfelvonásos darabot adnak elő. A két héttel később tartott búcsúszertartáson ételt és italt ajánlanak fel, amivel a Sárkánykirályt fogadják, jövendőt mondanak, és a falu idősebb férfiai szalmából készült hajót eresztenek vízre. A szertartást a sámánok mellett a női merülőhalászok és a hajótulajdonosok támogatják, akik előkészítik és felajánlják az ételáldozatot. Rituális és kulturális fesztivál jellege mellett a Csedzsun élő emberek tenger iránti tiszteletét fejezi ki ez a szertartás.

### Fesztiválok
- A Saebyeol térségben megtartott Jeongwol Daeboreum Tűz Fesztivált minden télen a  Daeboreum ünnepek alatt tartanak meg az év első holdhónapja 15. napján, amely általában februárra esik. Ilyenkor hagyományosan a legelőket tűzbe borítják legfőképpen a káros rovaroktól való megtisztításuk céljából.
- Amióta a sziget Dél-Korea legdélebbi régiója, legelsőként az országban itt csodálható meg a cseresznyevirágzás. Ennek ünnepére Csedzsu város belvárosában és a Nemzeti Egyetem körül minden év tavaszán megtartják a „Cseresznyevirág Fesztivált”.
- Február hónaptól április végéig a repcevirág teljes virágzásáig a táj káprázatos öltözéket ölt. Ennek ünnepére szervezik meg a Repce Virág Fesztivált, melyhez számos  különböző előadás, népi kézműves kiállítás társul. Egyúttal a tavasz megjöttét is köszöntik.
- A csedzsui Mandarin és Narancs Fesztivál egyike az őszi ünnepségeknek, melyek a betakarítási idejük után késő októberben szerveznek meg. Ekkor minden a szigetet jellemző gyümölcsökről szól. Az ünnepség keretein belül megtartják a Miss Mandarin – Narancs elnevezésű szépségversenyt is. Számos tarka és változatos program és esemény kíséri az ünnepet.
- A szeptember végi Seogwipo-i Chilshimni Fesztivál: A Seogwipoi körzetben megrendezett fesztiváli programban hagyományos népi szokásokat, legendákat elevenítenek meg, dolgoznak fel. A fesztivál ideje alatt sokféle hagyományos ételt készítenek.

## Fordítás
- Ez a szócikk részben vagy egészben a Jeju Province című angol Wikipédia-szócikk ezen változatának fordításán alapul.  Az eredeti cikk szerkesztőit annak laptörténete sorolja fel. Ez a jelzés csupán a megfogalmazás eredetét és a szerzői jogokat jelzi, nem szolgál a cikkben szereplő információk forrásmegjelöléseként.